# Кизилкесецький сільський округ
Кизилкесе́цький сільський округ (каз. Қызылкесек ауылдық округі, рос. Кызылкесекский сельский округ) — адміністративна одиниця у складі Аксуатського району Абайської області Казахстану. Адміністративний центр — село Кизилкесек.
Населення — 2149 осіб (2021; 2784 у 2009, 3569 у 1999, 3741 у 1989).
Станом на 1989 рік існувала Кизилкесецька сільська рада (села Єгіндібулак, Кизилкесек, Куан, Уштобе, Шетбогас) колишнього Аксуатського району Семипалатинської області. Село Куан було ліквідовано 2008 року, село Шетбогас — 2014 року.

## Склад
До складу округу входять такі населені пункти:
| Населений пункт   | Старі назви | Населення, осіб (1989) | Населення, осіб (1999) | Населення, осіб (2009) | Населення, осіб (2021) |
| ----------------- | ----------- | ---------------------- | ---------------------- | ---------------------- | ---------------------- |
| Єгіндібулак, село | -           | 190                    | 244                    | 74                     | 47                     |
| --Шетбогас, село  | -           | 262                    | 96                     | 135                    | 1                      |
| Кизилкесек, село  | Кизил-Кесек | 1980                   | 2028                   | 1792                   | 1406                   |
| --Бердіке, село   | -           | -                      | -                      | -                      | 6                      |
| Куан, село        | -           | 214                    | 169                    | -                      | -                      |
| Уштобе, село      | Уш-Тобе     | 1095                   | 1032                   | 783                    | 688                    |
| --Томар, село     | -           | -                      | -                      | -                      | 1                      |